# Барнет Њуман
Барнет Њуман (енгл. Barnett Newman; 29. јануар 1905 – 4. јула 1970) је био је амерички сликар. Њуман је један од водећих представника апстрактног експресионизма и један од зачетника сликарства поља боје. 

## Биографија
Рођен је у Њујорку као син пољских имиграната. Умјетност је похађао на Умјетничкој студенској лиги, 1922. године, и у Градском колеџу у Њујорку, 1923.–7. године, прије него се запослио код оца у његовој компанији одјеће гдје је радио од 1927.–37. године. Поново је посјећивао наставу на Умјетничкој студенској лиги 1929.–30. године. 
Тридесетих година је имао озбиљних новчаних проблема пошто је Велика депресија скоро уништила посао његовог оца, али за разлику од већине америчких сликара у то вријеме, Њуман није прихватио да ради за Федерални умјетнички пројекат, не желећи да прихвати подршку државе. Основне приходе за живот је зарађивао као наставник умјетности у средњим школама.
Највећи број својих раних дјела је са̂м уништио и престао је да слика почетком 1940-их, али се сликарству поново вратио 1944. године. У другој половини 1940-их развио је један изразит стил мистичне апстракције – прихватајући да је „узвишено” основна тема његовог сликарства (види апстрактно узвишено [Abstract Sublime]). Дјело с којим је најавио овај нови стил је Онемент I (1948.; Музеј модерне умјетности у Њујорку), једна монохроматска слика тамноцрвене боје са пругом свијетлије црвене која иде од врха до средине слике. Ове пруге (или „фијуци” како је Њуман волио да их назове), постали су карактеристика његовог сликарства. У вријеме када је насликао Онемент I Њумана је већ пратио глас полемичара и заступника умјетности авангарде. Своја размишљања је износио у есејима каталога изложби и у чланцима журнала Тигрово око [Tiger’s Eye] гдје је био у својству уредника сарадника). Године 1948. је са Вилијамом Базиотсом, Дејвидом Хером, Робертом Мадервелом и Марком Ротком сарађивао у оснивању краткотрајне школе која је за циљ имала промовисање идеја умјетности авангарде (Subjects of the Artist School).
Године 1949. Њуман је насликао своје прве монументалне слике (био је родоначелник ове врсте сликарства), а 1950. је имао своју прву самосталну изложбу у галерији Бети Парсонс. У штампаном обавјештењу за изложбу тражио је од посјетиоца да се приближе његовим сликама тако да осјете утицај њихове монументалне скале. За изложбу су његове колеге умјетници и критичари показали хладну незаинтересованост. Средином 1950-их, његов резервисани стил га је сасвим одвојио од предоминирајућег „гестуалног” идиома његових колега. За неко вријеме се донекле повукао из умјетничких дешавања, и поново је престао да слика 1956. године.
Њуман је преживио срчани удар 1957. године, а већ наредне године вратио се сликарству са серијом црно-бијелих слика. У посљедњој деценији живота његова слава је значајно порасла, мада је његов укупни сликарски опус и даље остао малобројан. Шездесетих се посветио вајарству створивши серији челичних скулптура са витким осовинама које подсјећају на вертикалне пруге његових слика (Сломљени обелиск, 1963.–9; Музеј модерне умјетности у Њујорку), а у позним годинама је користио и рамове различитих геометријских облика и насликао неколико троугластих слика.